# Braunschweiger Turn- und Sportverein Eintracht von 1895 1986-1987
Questa voce raccoglie le informazioni riguardanti il Braunschweiger Turn- und Sportverein Eintracht von 1895 nelle competizioni ufficiali della stagione 1986-1987.

## Stagione
Nella stagione 1986-1987 l'Eintracht Braunschweig, allenato da Gerd Roggensack, concluse il campionato di 2. Bundesliga al 17º posto. In Coppa di Germania l'Eintracht Braunschweig fu eliminato al primo turno dall'Eintracht Francoforte.

## Rosa
| N. |                     | Ruolo | Calciatore       |
| -- | ------------------- | ----- | ---------------- |
|    | Germania (bandiera) | P     | Jörg Hoßbach     |
|    | Germania (bandiera) | P     | Reiner Wilk      |
|    | Germania (bandiera) | D     | Bernd Gorski     |
|    | Germania (bandiera) | D     | Andreas Kubsda   |
|    | Germania (bandiera) | D     | Michael Scheike  |
|    | Germania (bandiera) | D     | Michael Wilke    |
|    | Germania (bandiera) | C     | Eduard Buckmaier |
|    | Germania (bandiera) | C     | Lars Ellmerich   |
|    | Germania (bandiera) | C     | Lutz Fischer     |
|    | Germania (bandiera) | C     | Dieter Hoff      |
|    | Germania (bandiera) | C     | Detlef Lindner   |

| N. |                     | Ruolo | Calciatore          |
| -- | ------------------- | ----- | ------------------- |
|    | Germania (bandiera) | C     | Tino Löchelt        |
|    | Germania (bandiera) | C     | Heiner Pahl         |
|    | Germania (bandiera) | C     | Peer Posipal        |
|    | Germania (bandiera) | C     | Heinz-Günter Scheil |
|    | Germania (bandiera) | C     | Olaf Siebart        |
|    | Germania (bandiera) | A     | Bernd Buchheister   |
|    | Germania (bandiera) | A     | Ingo Greitemeier    |
|    | Germania (bandiera) | A     | Christian Neidhart  |
|    | Germania (bandiera) | A     | Andreas Pospich     |
|    | Germania (bandiera) | A     | Ronnie Worm         |

## Organigramma societario
Area tecnica
- Allenatore: Gerd Roggensack
- Allenatore in seconda: Heinz Patzig
- Preparatore dei portieri:
- Preparatori atletici:

## Calciomercato

### Sessione estiva
| Acquisti | Acquisti         | Acquisti           | Acquisti |
| R.       | Nome             | da                 | Modalità |
| -------- | ---------------- | ------------------ | -------- |
| C        | Eduard Buckmaier | E. Braunschweig II |          |
| C        | Tino Löchelt     | Kaiserslautern     |          |
| D        | Michael Wilke    | Arminia Bielefeld  |          |

| Cessioni | Cessioni             | Cessioni                  | Cessioni |
| R.       | Nome                 | a                         | Modalità |
| -------- | -------------------- | ------------------------- | -------- |
| D        | Michael Geiger       | Wolfsburg                 |          |
| C        | Reinhold Hintermaier | Saarbrücken               |          |
| P        | Waldemar Josef       | Wolfsburg                 |          |
| C        | Reinhard Kindermann  | BC Harlekin 1985 Augsburg |          |
| A        | Frank Plagge         | Wolfsburg                 |          |
| C        | Vasil Ringov         | Vardar                    |          |
| C        | Manfred Tripbacher   | Augusta                   |          |

### Sessione invernale
| Acquisti | Acquisti | Acquisti | Acquisti |
| R.       | Nome     | da       | Modalità |
| -------- | -------- | -------- | -------- |

| Cessioni | Cessioni | Cessioni | Cessioni |
| R.       | Nome     | a        | Modalità |
| -------- | -------- | -------- | -------- |

## Risultati

### 2. Bundesliga

#### Girone di andata
| Arbitro: | Diekert |

|                                |           |  |
| Posipal 12’ (rig.) Löchelt 13’ | Marcatori |  |

| Arbitro: | Boos |

|               |           |  |
| Zimmermann 7’ | Marcatori |  |

| Arbitro: | Malbranc |

|                           |           |                                   |
| Siebart 59’ Ellmerich 72’ | Marcatori | 13’ Westerwinter 35’, 42’ Ellguth |

| Arbitro: | Kautschor |

|                                 |           |                   |
| Dittus 33’ Knecht 56’ Krenz 80’ | Marcatori | 40’ (aut.) Rompel |

| Braunschweig 23 agosto 1986, ore 15:00 CEST 5ª giornata | Eintracht Braunschweig | 0 – 0 referto | Darmstadt | Stadion an der Hamburger Straße (6 394 spett.)\| Arbitro: \| Osmers \| |
| Arbitro:                                                | Osmers                 |               |           |                                                                        |

| Arbitro: | Föckler |

|             |           |                 |
| Stephan 78’ | Marcatori | 71’ Buchheister |

| Arbitro: | Jupe |

|                                                        |           |                |
| Pospich 50’, 60’ Ellmerich 57’, 74’ Posipal 64’ (rig.) | Marcatori | 80’ Niedzwicki |

| Arbitro: | Amerell |

|             |           |  |
| Surmann 51’ | Marcatori |  |

| Arbitro: | Broska |

|               |           |            |
| Ellmerich 68’ | Marcatori | 83’ Bogdan |

| Saarbrücken 27 settembre 1986, ore 15:00 CEST 10ª giornata | Saarbrücken | 0 – 0 referto | Eintracht Braunschweig | Ludwigsparkstadion (5 000 spett.)\| Arbitro: \| Pauly \| |
| Arbitro:                                                   | Pauly       |               |                        |                                                          |

| Arbitro: | Müller |

|                                             |           |  |
| Ellmerich 9’ (rig.), 42’ (rig.) Pospich 58’ | Marcatori |  |

| Arbitro: | Brehm |

|                                            |           |                 |
| Eymold 19’ Scheil 23’ (aut.) Metschies 32’ | Marcatori | 69’ Buchheister |

| Arbitro: | Retzmann |

|                                                              |           |                                 |
| Buchheister 21’, 62’ Ellmerich 64’ (rig.), 85’ Buckmaier 65’ | Marcatori | 47’ Kurtenbach 72’ (rig.) Finke |

| Arbitro: | Eli |

|           |           |  |
| Loose 75’ | Marcatori |  |

| Arbitro: | Kröger |

|                           |           |                     |
| Ellmerich 22’ Löchelt 73’ | Marcatori | 23’ Lopes 80’ Spies |

| Arbitro: | Krug |

|             |           |  |
| Bönisch 74’ | Marcatori |  |

| Arbitro: | Gangkofer |

|                        |           |  |
| Ellmerich 61’ Worm 85’ | Marcatori |  |

| Arbitro: | Merk |

|           |           |  |
| Kontny 9’ | Marcatori |  |

| Arbitro: | Wittke |

|                |           |                      |
| Buchheister 5’ | Marcatori | 9’ Gerber 57’ Zander |

#### Girone di ritorno
| Arbitro: | Theobald |

|                  |           |                      |
| Löw 23’ Sané 87’ | Marcatori | 8’ Wilke 79’ Posipal |

| Arbitro: | Gabor |

|           |           |                       |
| Wilke 17’ | Marcatori | 31’ Gries 76’ Gresens |

| Arbitro: | Assenmacher |

|                                           |           |             |
| Ellguth 15’ Steubing 47’ Westerwinter 68’ | Marcatori | 36’ Pospich |

| Arbitro: | Richmann |

|                                                    |           |  |
| Ellmerich 32’ (rig.) Buckmaier 45’ Buchheister 59’ | Marcatori |  |

| Arbitro: | Scheuerer |

|                           |           |                 |
| Lachmann 37’ Labbadia 84’ | Marcatori | 22’ Buchheister |

| Arbitro: | Bauer |

|                              |           |  |
| Buchheister 5’ Ellmerich 11’ | Marcatori |  |

| Arbitro: | Kröger |

|               |           |                 |
| Jurgeleit 90’ | Marcatori | 13’ Buchheister |

| Braunschweig 4 aprile 1987, ore 15:00 CEST 27ª giornata | Eintracht Braunschweig | 0 – 0 referto | Hannover 96 | Stadion an der Hamburger Straße (26 237 spett.)\| Arbitro: \| Wittke \| |
| Arbitro:                                                | Wittke                 |               |             |                                                                         |

| Arbitro: | Werner |

|                            |           |             |
| Schütterle 7’ Harforth 18’ | Marcatori | 22’ Pospich |

| Braunschweig 18 aprile 1987, ore 15:00 CEST 29ª giornata | Eintracht Braunschweig | 0 – 0 referto | Saarbrücken | Stadion an der Hamburger Straße (6 997 spett.)\| Arbitro: \| Malbranc \| |
| Arbitro:                                                 | Malbranc               |               |             |                                                                          |

| Salmtal 25 aprile 1987, ore 15:00 CEST 30ª giornata | Salmrohr | 0 – 0 referto | Eintracht Braunschweig | Salmtalstadion (1 800 spett.)\| Arbitro: \| Krug \| |
| Arbitro:                                            | Krug     |               |                        |                                                     |

| Arbitro: | Jupe |

|                                        |           |                   |
| Ellmerich 20’ Buchheister 25’ Worm 73’ | Marcatori | 2’ Linz 22’ Glöde |

| Arbitro: | Gangkofer |

|                                |           |             |
| Kmiecik 24’ (rig.) Forster 43’ | Marcatori | 87’ Posipal |

| Arbitro: | Retzmann |

|                           |           |                  |
| Posipal 51’ Buckmaier 77’ | Marcatori | 81’ (rig.) Gothe |

| Arbitro: | Löwer |

|                                                 |           |                            |
| Steck 8’ Kohnle 39’ (rig.) Spies 83’ Böpple 89’ | Marcatori | 50’ Kubsda 57’ Buchheister |

| Arbitro: | Steffens |

|                                        |           |  |
| Scheike 34’ Buchheister 37’ Gorski 80’ | Marcatori |  |

| Arbitro: | Neuner |

|            |           |  |
| Aussem 77’ | Marcatori |  |

| Arbitro: | Brückner |

|                                  |           |             |
| Buchheister 38’, 78’ Scheike 62’ | Marcatori | 77’ Naumann |

| Arbitro: | Schmidhuber |

|           |           |  |
| Dahms 54’ | Marcatori |  |

### Coppa di Germania
| Arbitro: | Weber |

|                                     |           |             |
| Mitchell 29’ Kraus 41’ Smolarek 74’ | Marcatori | 20’ Pospich |

## Statistiche

### Statistiche di squadra
| Competizione      | Punti | In casa | In casa | In casa | In casa | In casa | In casa | In trasferta | In trasferta | In trasferta | In trasferta | In trasferta | In trasferta | Totale | Totale | Totale | Totale | Totale | Totale | DR |
| Competizione      | Punti | G       | V       | N       | P       | Gf      | Gs      | G            | V            | N            | P            | Gf           | Gs           | G      | V      | N      | P      | Gf     | Gs     | DR |
| ----------------- | ----- | ------- | ------- | ------- | ------- | ------- | ------- | ------------ | ------------ | ------------ | ------------ | ------------ | ------------ | ------ | ------ | ------ | ------ | ------ | ------ | -- |
| 2. Bundesliga     | 32    | 19      | 11      | 5       | 3       | 40      | 17      | 19           | 0            | 5            | 14           | 12           | 30           | 38     | 11     | 10     | 17     | 52     | 47     | +5 |
| Coppa di Germania | -     | 0       | 0       | 0       | 0       | 0       | 0       | 1            | 0            | 0            | 1            | 1            | 3            | 1      | 0      | 0      | 1      | 1      | 3      | -2 |
| Totale            | 32    | 19      | 11      | 5       | 3       | 40      | 17      | 20           | 0            | 5            | 15           | 13           | 33           | 39     | 11     | 10     | 18     | 53     | 50     | +3 |

### Andamento in campionato
| Giornata  | 1 | 2 | 3  | 4  | 5  | 6  | 7  | 8  | 9  | 10 | 11 | 12 | 13 | 14 | 15 | 16 | 17 | 18 | 19 | 20 | 21 | 22 | 23 | 24 | 25 | 26 | 27 | 28 | 29 | 30 | 31 | 32 | 33 | 34 | 35 | 36 | 37 | 38 |
| --------- | - | - | -- | -- | -- | -- | -- | -- | -- | -- | -- | -- | -- | -- | -- | -- | -- | -- | -- | -- | -- | -- | -- | -- | -- | -- | -- | -- | -- | -- | -- | -- | -- | -- | -- | -- | -- | -- |
| Luogo     | C | T | C  | T  | C  | T  | C  | T  | C  | T  | C  | T  | C  | T  | C  | T  | C  | T  | C  | T  | C  | T  | C  | T  | C  | T  | C  | T  | C  | T  | C  | T  | C  | T  | C  | T  | C  | T  |
| Risultato | V | P | P  | P  | N  | N  | V  | P  | N  | N  | V  | P  | V  | P  | N  | P  | V  | P  | P  | N  | P  | P  | V  | P  | V  | N  | N  | P  | N  | N  | V  | P  | V  | P  | V  | P  | V  | P  |
| Posizione | 4 | 9 | 13 | 18 | 16 | 17 | 12 | 15 | 14 | 14 | 12 | 14 | 13 | 14 | 13 | 13 | 13 | 13 | 14 | 15 | 17 | 17 | 16 | 16 | 14 | 15 | 15 | 15 | 16 | 16 | 14 | 16 | 15 | 16 | 15 | 17 | 17 | 17 |

Legenda:

Luogo: C = Casa; T = Trasferta. Risultato: V = Vittoria; N = Pareggio; P = Sconfitta.

### Statistiche dei giocatori
| Giocatore      | 2. Bundesliga | 2. Bundesliga | 2. Bundesliga | 2. Bundesliga | Coppa di Germania | Coppa di Germania | Coppa di Germania | Coppa di Germania | Totale   | Totale | Totale      | Totale     |
| Giocatore      | Presenze      | Reti          | Ammonizioni   | Espulsioni    | Presenze          | Reti              | Ammonizioni       | Espulsioni        | Presenze | Reti   | Ammonizioni | Espulsioni |
| -------------- | ------------- | ------------- | ------------- | ------------- | ----------------- | ----------------- | ----------------- | ----------------- | -------- | ------ | ----------- | ---------- |
| B. Buchheister | 35            | 14            | 6             | 1             | 1                 | 0                 | 0                 | 0                 | 36       | 14     | 6           | 1          |
| E. Buckmaier   | 32            | 3             | 2             | 0             | 1                 | 0                 | 0                 | 0                 | 33       | 3      | 2           | 0          |
| L. Ellmerich   | 29            | 13            | 1             | 1             | 1                 | 0                 | 0                 | 0                 | 30       | 13     | 1           | 1          |
| L. Fischer     | 13            | 0             | 3             | 0             | 1                 | 0                 | 0                 | 0                 | 14       | 0      | 3           | 0          |
| B. Gorski      | 32            | 1             | 3             | 0             | 1                 | 0                 | 0                 | 0                 | 33       | 1      | 3           | 0          |
| I. Greitemeier | 11            | 0             | 0             | 0             | 0                 | 0                 | 0                 | 0                 | 11       | 0      | 0           | 0          |
| D. Hoff        | 2             | 0             | 0             | 0             | 0                 | 0                 | 0                 | 0                 | 2        | 0      | 0           | 0          |
| J. Hoßbach     | 33            | 0             | 1             | 0             | 1                 | 0                 | 0                 | 0                 | 34       | 0      | 1           | 0          |
| A. Kubsda      | 21            | 1             | 5             | 0             | 0                 | 0                 | 0                 | 0                 | 21       | 1      | 5           | 0          |
| D. Lindner     | 2             | 0             | 0             | 0             | 0                 | 0                 | 0                 | 0                 | 2        | 0      | 0           | 0          |
| T. Löchelt     | 30            | 2             | 5             | 1             | 0                 | 0                 | 0                 | 0                 | 30       | 2      | 5           | 1          |
| C. Neidhart    | 1             | 0             | 0             | 0             | 0                 | 0                 | 0                 | 0                 | 1        | 0      | 0           | 0          |
| H. Pahl        | 37            | 0             | 4             | 0             | 1                 | 0                 | 1                 | 0                 | 38       | 0      | 5           | 0          |
| P. Posipal     | 29            | 5             | 1             | 0             | 1                 | 0                 | 0                 | 0                 | 30       | 5      | 1           | 0          |
| A. Pospich     | 35            | 5             | 2             | 0             | 1                 | 1                 | 0                 | 0                 | 36       | 6      | 2           | 0          |
| M. Scheike     | 21            | 2             | 5             | 0             | 1                 | 0                 | 0                 | 0                 | 22       | 2      | 5           | 0          |
| H. Scheil      | 37            | 0             | 3             | 0             | 1                 | 0                 | 0                 | 0                 | 38       | 0      | 3           | 0          |
| O. Siebart     | 9             | 1             | 0             | 0             | 0                 | 0                 | 0                 | 0                 | 9        | 1      | 0           | 0          |
| R. Wilk        | 4             | 0             | 0             | 0             | 0                 | 0                 | 0                 | 0                 | 4        | 0      | 0           | 0          |
| M. Wilke       | 37            | 2             | 2             | 0             | 1                 | 0                 | 0                 | 0                 | 38       | 2      | 2           | 0          |
| R. Worm        | 24            | 2             | 0             | 0             | 0                 | 0                 | 0                 | 0                 | 24       | 2      | 0           | 0          |